# Witinia (tunel)
Witinia (bułg. Витиня) – tunel drogowy w ciągu autostrady "Hemus" (A2) pod przełęczą tej samej nazwy w zachodniej Starej Płaninie w Bułgarii. 
Tunel drogowy Witinia jest pierwszym tunelem w ciągu autostrady Hemus, licząc od Sofii. Składa się z dwóch nitek o polu przekroju 86 m² i długości 1125 m każda.